# 浦添良憲
浦添 良憲（うらそえ りょうけん、嘉靖45年（1566年）没）は琉球王国の政治家、三司官。
唐名は馬良詮、称号は親方、童名は思太郎金、号は桂南。五大姓（五大名門）の一つ、馬氏小禄殿内の元祖。

## 概要
奄美大島の豪族、与湾大親の孫。糠中城の子。
元は門番だったが、 嘉靖年間、尚清王の世子尚元と良好関係であったことから尚元の養父に任命され、浦添間切の地頭となる。尚元王即位後、養父として尊敬される。
1559年（ 嘉靖38年）、良憲は蔡廷會と共に明国に朝貢し同年帰国後、三司官の新城親方安基（毛龍唫）が辞任した為、良憲が三司官に任命される。
1562年（嘉靖41年）他の三司官、澤子、池城親方安棟（毛廉）と共に尚元王の命で首里城の奉神門に石柵を築く。
1566年（ 嘉靖45年）、丙寅10月23日病没。尚元王養父だったことから特別に見上森御嶽に埋葬され、尚元王は葬儀に参列した。

## 系譜
- 祖父：与湾大親
- 父：糠中城
- 母不詳
- 妻不詳
- 長子：馬世栄・名護親方良員
  - 長孫：馬良輔・伊計親方良眞
  - 次孫：馬良弼・名護親方良豊（良員次男。兄良真早世のため家督相続）
- 長女：眞牛金（毛氏安里親方清賢の妻）
- 二女：眞加戸樽（翁壽祥・国頭親方盛順の妻）
- 三女：眞鶴金（豊氏幸地親方元昌の妻）
- 次子：意栢宗圓